# 壬生狂言

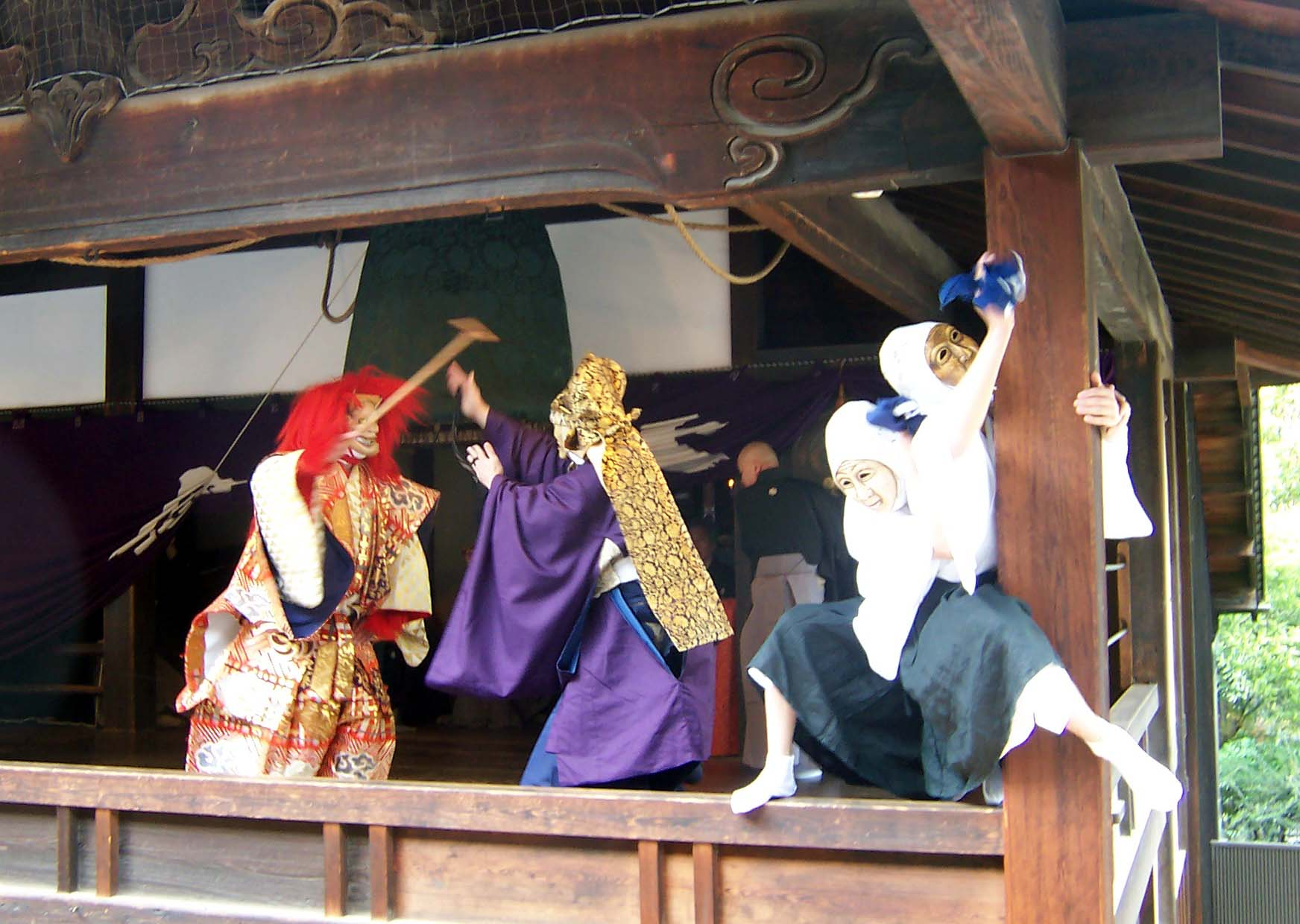
壬生大念仏狂言。無言劇だが、演者は口の中で南無阿弥陀仏と念じているという。

壬生大念仏狂言（みぶだいねんぶつきょうげん）は、京都市中京区の壬生寺（みぶでら）で演じられる無言劇である。大念仏狂言（だいねんぶつきょうげん）のひとつで、約700年の歴史があり、重要無形民俗文化財に指定されている。毎年3回、節分、春、秋に定期公開される。

## 概要
仮面をつけた演者が、鉦や太鼓、笛の囃子に合わせ、無言で演じる。鉦と太鼓の音から「壬生寺のカンデンデン」の愛称で親しまれている。
現在の演目は全部で30あり、勧善懲悪などの教訓を伝える話や、『平家物語』のほか御伽草子などに取材した話がある。煎餅を観客席に投げる「愛宕詣」、紙でできた糸を観客席に投げる「土蜘蛛」、綱渡りをする「鵺」「蟹殿」、素焼きの皿（焙烙）を割る「炮烙割」といった派手な見せ場を持つ演目もある。
壬生狂言が演じられる大念仏堂（狂言堂）は1856年（安政3年）に再建された建物で、2階にある舞台や橋掛りは能舞台とも類似する構造といえるが、綱渡り芸をするための「獣台」や飛び込んで消える「飛び込み」などの特殊装置を備えた独特な舞台建築で、1980年（昭和55年）に国の重要文化財に指定されている。
壬生狂言を伝承し演じるのは、地元の小学生から長老まで約30人の壬生大念仏講中の人々で、学校通い、会社勤め、商いなどの本職のかたわらに練習をし、公演をしている。現在の講中は舞台で演じ囃子を奏でる「狂言師」と「衣裳方」に区分され、狂言師は男性である。
公演は毎年3回行われる。
- 2月の節分前日と当日の2日間 節分会（せつぶんえ）
- 4月29日から5月5日までの7日間 大念仏会（だいねんぶつえ）[7]
- 10月の体育の日までの3日間 秋の特別公開

このうち、春の公開は壬生大念仏会という法要の昼の勤行として壬生寺の本尊に奉納されるものである。
炮烙割で約3メートル下に投げ落とされる皿はおよそ一千枚にも及び、厄除けや開運のため参拝客があらかじめ奉納する。

## 歴史
鎌倉時代の1300年、融通念仏宗の円覚上人によって創始されたと伝えられている融通念仏の狂言。拡声器のない時代に、仏教を群衆にわかりやすく説くために、大げさな身ぶり手ぶりで表現する無言劇の形態が採用されたという。念仏狂言が無言劇化した理由については、本来、大衆が念仏をする前で行なわれたものであったために、台詞を発しても念仏の声にかき消されて伝わらないので無言になったとする説もある。なお、同じ念仏狂言でも、千本閻魔堂のものは、台詞入りで行なわれている。
初期の演目として、地蔵菩薩の利益を説く内容の「猿」「桶取」「賽の河原」といった曲があったが、江戸時代になると、布教活動としてのみならず、大衆娯楽として発展した。能や狂言、物語に取材し、新しい演目が考案され、能からは「土蜘蛛」、「紅葉狩」、「鵺」、「道成寺」など、狂言からは「花折」、「節分」、「鍋八撥（炮烙割）」などを採り入れた。江戸時代中期には60曲程度となったが、淘汰が進み、現行曲は30曲である。
2020年以降の新型コロナウイルス流行の影響で、2020年度は春を法要のみとして上演中止、秋と節分も一般公開を中止、2021年度は事前予約制や座席数の削減などの感染対策により、公開を行った。

## 演目一覧
1. 愛宕詣（あたごまいり）　※  但し、本来は壬生寺ではなく清凉寺の演目[要出典]。
2. 安達ヶ原（あだちがはら）
3. 大江山（おおえやま）
4. 桶取（おけとり） - 壬生狂言における代表的演目[16]。日本古劇中の傑作であるとされる。左手が3本指の美女が地蔵尊に詣でて、閼伽（あか）の水をくむ。これを見初めた老人（隠居とも大尽とも）が八方、手を尽くしてついには彼女を口説き落とす。そこへ老人の妻である醜婦が来て、嫉妬する。老人は妻を蹴倒して若い美女と逃げる。醜婦は鏡を取って化粧してみるが、自分が醜いので自暴自棄に泣き崩れるというあら筋。
5. 大原女（おはらめ）
6. 餓鬼角力（がきずもう）
7. 蟹殿（かにどん）
8. 熊坂（くまさか）
9. 賽の河原（さいのかわら）
10. 酒蔵金蔵（さかぐらかねぐら）
11. 節分（せつぶん）- 2月の節分会で上演される演目。節分の鬼を豆によって退治する話。
12. 大仏供養（だいぶつくよう）
13. 大黒狩（だいこくがり）
14. 玉藻前（たまものまえ）
15. 土蜘蛛（つちぐも）
16. 道成寺（どうじょうじ）
17. 鵺（ぬえ）
18. 橋弁慶（はしべんけい）
19. 花折（はなおり）
20. 花盗人（はなぬすびと(はなぬすっと)）
21. 舟弁慶（ふなべんけい）
22. 炮烙割（ほうらくわり）- 4月の大念仏会の公演では、必ず毎日の最初に催される演目であり、2月の節分会の際に奉納された炮烙が、この演目の最後に割られる。炮烙が割れると願い事が成就するとされている。
23. 堀川御所（ほりかわごしょ）
24. 本能寺（ほんのうじ）
25. 棒振（ぼうふり）
26. 紅葉狩（もみじがり）
27. 山端とろろ（やまばなとろろ）
28. 湯立（ゆたて）
29. 夜討曽我（ようちそが）
30. 羅生門（らしょうもん）

## 注
1. 1 2  
芳賀日出男『郷土の伝統芸能』保育社、1991年、60頁。
2. 1 2  渡辺伸夫「壬生狂言」『日本大百科全書』。コトバンクより2023年10月22日閲覧。
3. 1 2  壬生寺 2020, pp. 5–6
4. 1 2 3  壬生寺 2020, p. 6
5. 1 2  「第2章_2　京都市の維持向上すべき歴史的風致　―祈りと信仰のまち京都―」『京都市歴史的風致維持向上計画（2期）』京都市、2021年3月、2-6,2-7,8頁。
6. 1 2  壬生寺 2020, pp. 7–8
7. ↑  大念仏会は2014年から日程変更。2013年までは4月21日から29日までの9日間であった。壬生寺ホームページより
8. ↑   “皿千枚で豪快「炮烙割」京都で壬生狂言始まる”. 産経フォト.   産経新聞 (2018年4月29日). 2018年5月23日閲覧。
9. 1 2  壬生寺 2020, p. 4
10. ↑  五来重『日本の庶民仏教』講談社、2020年、228-230頁。
11. ↑  八木透「民俗芸能と年中行事断章：シアター公演の回顧と記録」『佛教大学宗教文化ミュージアム研究紀要』第15号、佛教大学宗教文化ミュージアム、2019年3月30日、84頁。
12. 1 2  「コロナ禍における祭り・行事」『京都の祭り・行事―地蔵盆とコロナ禍の地域行事―』京都ふるさと伝統行事普及啓発実行委員会、2022年3月、32頁。
13. ↑  壬生寺 2020, pp. 5
14. ↑  多田学『壬生狂言』清文社、1979年、17頁。
15. ↑  “節分会での狂言、2年ぶりに実施　京都・壬生寺”.   産経ニュース (2022年1月18日). 2022年1月18日閲覧。
16. ↑  「桶取」『精選版 日本国語大辞典』。コトバンクより2023年11月3日閲覧。